# Рио Оупън 2015
Рио Оупън 2015 е тенис турнир, провеждащ се в Рио де Жанейро, Бразилия от 16 до 22 февруари 2015 г. Това е 2-рото издание на Рио Оупън. Турнирът е част от категория „Международни“ на WTA Тур 2015 и сериите 500 на ATP Световен Тур 2015.

## Сингъл мъже
- Давид Ферер побеждава  Фабио Фонини с резултат 6–2, 6–3.

## Сингъл жени
- Сара Ерани побеждава  Анна Шмидлова с резултат 7–6(7–2), 6–1.

## Двойки мъже
- Мартин Клижан /  Филип Освалд побеждават  Пабло Андухар /  Оливер Марах с резултат 7–6(7–3), 6–4.

## Двойки жени
- Исалин Бонавентюре /  Ребека Петерсон побеждават  Ирина-Камелия Бегу /  Мария Иригойен с резултат 3–0, отказване.